# Heinrich Lausberg
Heinrich Lausberg (12 de octubre de 1912-11 de abril de 1992) fue un filólogo alemán.
Dedicado sobre todo, con gran rigor e influencia, a los estudios de Romanística y Retórica, produjo en cada uno de estos ámbitos disciplinares sendas obras de reconocido valor general, tanto en sentido analítico como en lo que se refiere a su resultado instrumental. Se trata, en tanto que instrumentos, de organismos especiales, en particular los de materia retórica, de radical función taxonómica destinados a la consulta técnica. 

## Obras fundamentales
- Mundarten Südlukaniens (Halle, 1939).
- Elemente der Literarischen Rhetorik (Munich, 1949).
- Romanische Sprachwissenschaft (Berlín, 1956).
- Handbuch der Literarischen Rhetorik (Munich, 1960).
- Das Sonett Les Grenades von Paul Valéry (Opladen, 1971).
- Der Hymnus Ave maris stella (Opladen, 1976).
- Der Hymnus Veni Creator Spiritus (Opladen, 1979).
- Der Johannes-Prolog. Rhetorische Befunde zu Form und Sinn des Textes (Gotinga, 1984).
- Ernst Robert Curtius (1886−1956) (Stuttgart, 1993).

## Ediciones en español
- Lingüística Románica, trad. de J. Pérez Riesco y E. Pascual, Madrid, Gredos, 1965-1966, 2 vols. (reimp. 1973, 1976).
- Manual de Retórica literaria. Fundamentos de una Ciencia de la literatura, trad. de José Pérez Riesco, Madrid, Gredos, 1966, 3 vols.
- Elementos de Retórica literaria. Introducción al estudio de la filología clásica, románica, inglesa y alemana, trad. de M. Marín Casero, Madrid, Gredos, 1975 (reimp. 1983).

- Datos: Q92425